# Список второстепенных персонажей «Сейлор Мун»
Это список часто появляющихся второстепенных персонажей из метасерии «Сейлор Мун».

## Кошки

Артемис, Диана и Луна (кадр из аниме)

В метасерии «Сейлор Мун» есть три кошачьих персонажа, выступающих советниками для своих хозяев. Все они умеют разговаривать и на лбу у них изображен полумесяц. Двое старших котов, Луна и Артемис, жили тысячелетия назад до основного сюжета в Лунном королевстве и выступали советниками для королевы Серенити. Третья, Диана, намного моложе и изначально родилась на Земле. Все они носят имена греческих и римских богинь Луны (даже Артемис, несмотря на то, что он кот, а не кошка).
В ходе всего произведения кошки представляются наставниками, так же как являются и источниками информации и новых устройств. Они могут давать советы воинам в матросках, связанные с обязанностями воительниц, рассказать историю Лунного королевства и древние легенды, которые помогут найти лучший способ для дальнейших действий. В дополнение они могут доставать специальные предметы, которые позволят воинам пробудиться или усилят их способности. Роль кошачьих персонажей с развитием сюжета становится меньше, но возрастает выразительность их изображения, и их роль перестает ограничиваться только ролью наставников для героев. Они изображены имеющими дополнительные физические формы, глубокую предысторию и даже парочку безответных влюбленностей.
Несмотря на то, что важнейшая роль из них троих у Луны, первым был создан Артемис; он появляется в Codename: Sailor V, манге, предшествовавшей «Сейлор Мун».
Григсби считает, что персонажи-кошки сочетают устаревшие идеи о женской загадочности и современные идеи, такие как существование счастливой кошки.

### Луна
Луна (яп. ルナ Руна) впервые появляется в первой серии или же акте любой версии произведения. В Серебряном Тысячелетии она служила принцессе Серенити, поклявшись никогда не оставлять её, также являясь советницей королевы. Когда королевство пало, она и Артемис были погружены в сон и посланы на Землю, чтобы присматривать за воинами, которые должны были переродиться на Земле. Часть памяти Луны была подавлена, чтобы сделать её задачу легче; она только знала, что должна найти и пробудить внутренних воинов, если появится опасность. Первой она нашла Усаги Цукино и научила её становиться Сейлор Мун, не зная, что это было маскировкой, чтобы скрыть настоящую личность Усаги как принцессы Серенити. У Луны голубые глаза в манге и игровом сериале, но красные в аниме. Во всех версиях Луна обеспечивает воинов различными приспособлениями, особенно вначале.
По ходу сериала Луна открывает сильную связь с Усаги, хотя поначалу у них сложные отношения, так как Луна часто даёт советы Усаги, которые та не хочет слышать, что обычно ведёт к комическому результату. Она также становится хорошей подругой Ами Мидзуно. Между ней и Артемисом существуют предполагаемые романтические отношения, которые были подтверждены, когда появилась Диана, их дочь из будущего. В ходе аниме Sailor Stars Луна также увлекается Ко Ятэном, одним из «Трёх звёзд».
Про Луну есть отдельная история в манге под названием «The Lover of Princess Kaguya», в котором она влюбляется в человека по имени Какэру. Эта история была адаптирована в полнометражный фильм «Sailor Moon S: The Movie», и в нём впервые демонстрируется превращение Луны в человека.
В первом официальном опросе популярности персонажей «Сейлор Мун» Луна была 8-й из 38 героев. Год спустя из 50 персонажей, она стала 22-й.
В аниме, также как и в игровом сериале, её озвучивала Кэйко Хан, та же сэйю, что озвучивала и королеву Берилл. Луна также появлялась в первом мюзикле. Её сыграла Томоко Исимура, одетая в костюм кошки.

#### Сейлор Луна
В сериале «Pretty Guardian Sailor Moon» Луна изображена игрушечной кошкой, а не живой. Обычно она представлена куклой, но в сложных сценах использовались CGI-эффекты.
В 26 акте сериала Луна получает способность превращаться в маленькую девочку по имени Нэконо Луна, которая способна становиться воином в матроске. Её личность в образе человека осталась практически такой же, только стали гораздо чётче выражены черты кошки: она безумно обожает сладкое, боится собак и легко приходит в восторг от игрушек. У неё также сохранился обостренный слух и способность перемещаться очень быстро и бесшумно. В то же время она легко превращается назад в плюшевую игрушку при некоторых условиях, например, чихнув или попав под прямую атаку врага.
Также став Луной Цукино, она получила возможность превращаться в Сейлор Луну, «Воина любви и маленьких вещей». В этой форме она может использовать специальную атаку «Luna Sucre Candy», которая бомбардирует врага взрывающимися конфетами. Её основное оружие — «конфетная» палочка, похожая на Лунную палочку Сейлор Мун, которую она может превратить в другие вещи, например, веер или сачок для бабочек.
В эпилоге Special Act Луна единственная из воинов, кто может превращаться без помощи со стороны. Она также показана живущей в основном как человек с семьей Усаги.
Персонаж Сейлор Луна был разработан самой Наоко Такэути. Единственный раз, когда она появилась в костюме, созданном не Такэути — это в Special Act, где она разбрасывает лепестки роз на свадьбе Усаги и Мамору.
В форме игрушки Луну озвучивала Кэйко Хан. В роли человека её сыграла Рина Коикэ. Коикэ до самой примерки костюма думала, что ей придётся играть Чибиусу.

### Артемис
| Первое появление |       |          |        |          |
|                  | Манга | Аниме    | Дорама | Sailor V |
| Артемис          | 7 акт | 33 серия | 11 акт | 1 акт    |

Артемис (яп. アルテミス Арутэмису) — компаньон лидера внутренних воинов — он тренирует Минако Айно как Сейлор Ви, и остается с ней, когда она занимает свою позицию как Сейлор Венеры.
Его воспоминания о Серебряном Тысячелетии, похоже, более полные, чем у Луны — по факту, перед появлением в «Сейлор Мун» он руководил ею через аркадную видеоигру про Сейлор Ви, не раскрывая своей настоящей личности. Когда технические проблемы раскрыли его, Луна была сильно раздражена тем, что это он руководил ею. Позже он раскрыл в подробностях её истинную миссию. У него зелёные глаза в манге и телесериале, но голубые в аниме.
Артемис намного более беззаботен, чем Луна, и относится к Минако как старший брат, хотя иногда встречают указания на более романтичные отношения. Также он опекает Луну, часто успокаивая её, когда она расстроена и говоря, как он восхищается ею. В дополнение, судя по привязанности Дианы, он хороший отец для неё.
В манге «Sailor V» и телесериале Артемис вручает воинам новое оборудование, но он никогда не делает этого в манге или аниме «Сейлор Мун». Его также не сильно беспокоит тот факт, что он носит женское имя, даже если Минако его дразнит из-за этого.
В первом официальном голосовании по популярности персонажей «Сейлор Мун» Артемис был 17-м из 38-ми. Год спустя уже из 50-ти персонажей он стал 26-м.
В аниме его озвучивал Ясухиро Такато. Он появлялся в первом мюзикле, где его роль сыграл Кэйдзи Химэко. В телесериале его представляла плюшевая игрушка, а озвучивал Каппэй Ямагути.

### Диана
Диана (яп. ダイアナ Дайана) — третья появляющаяся в сюжете говорящая кошка.
В манге она впервые появляется в 18 акте, когда воины попадают в 30-й век. Там выясняется, что она дочь Луны и Артемиса и, когда воины возвращаются назад в своё время в 23 акте, она следует за ними.
В аниме она не появляется до 133 серии четвёртого сезона, когда серый котенок неожиданно выпрыгивает из кустов, называет Артемиса «папой» и ластится к нему. Артемис оказывается в шоке и смущен тем, что у него есть дочь. Тогда как разозлившаяся Луна обвиняет его в связи с другой кошкой. Позже становится известно, что Диана прибыла из будущего и её матерью является Луна. В обеих версиях у Дианы розовые глаза.
Также как Луна и Артемис сопровождают Усаги и Минако, Диана служит хранительницей Чибиусы. Она очень любопытна, всегда готова помочь и крайне вежлива. Она также может помочь воинам, несмотря на свою молодость. В 46 акте манги, когда Диана уже вернулась в будущее, она смогла почувствовать угрозу для своих родителей и вернуться назад вовремя, чтобы спасти их.
Во втором официальном опросе популярности персонажей «Сейлор Мун» Диана заняла 16-е место из 50 возможных позиций.
В аниме Диану озвучивала Кумико Нисихара. Она не появлялась ни в игровом сериале, ни в мюзиклах.

### История

Артемис, Диана и Луна в форме людей в манге.

В аниме никогда не указывается на то, что кошки нечто иное, чем просто кошки, только говорящие, и только Луна превращается в человека в одном из полнометражных фильмов. В 41 акте манги же сила Сейлор Мун заставляет её спутников вернуться в их истинные формы. Воительницы становятся принцессами, а кошки принимают форму людей. Форма Луны такая же, как и была раньше, Артемис обращается в форму, которую он уже принимал раньше в арке, чтобы спасти Минако, тогда как Диана появляется в человеческом обличье впервые.
Причина их превращения не обсуждается вплоть до 46 акта манги, в котором их атакует Сейлор Оловянная Кошка. Она называет их предателями и использует свои силы, чтобы опять превратить их в людей, затем преследует их и пытается убить. Когда она представляется Сейлор Мун, Луна осознает, кем она в действительности является — фальшивым воином с их родной планеты Мау, которую когда-то защищала Сейлор Мау. Артемис описывает её как миролюбивое место, но Оловянная Кошка сообщает ему, что после того как он и Луна «покинули» его, население планеты было покорено Сейлор Галаксией. В этот момент вмешивается Диана и Оловянная Кошка поражает всех троих лучами из браслетов, что превращает их в обычных кошек, не способных разговаривать.
Позже, когда они заботятся о пострадавших кошках, Принцесса Какю говорит Усаги, что они трое обладают сильными семенами звёзд, такими же прекрасными, как и Сейлор кристаллы. В 47 акте становится известно, что их способность разговаривать утрачена из-за повреждения символа полумесяца у них на лбах. Они переродились, как и все в самом конце.

## Семьи воительниц

### Цукино
- Икуко Цукино (яп. 月野 育子 Цукино Икуко) — земная мама главной героини Усаги Цукино (Сейлор Мун). Имя и дизайн Икуко были созданы на основе матери создательницы серии Наоко Такэути. Персонаж часто изображается готовящей что-то или отчитывающей Усаги за её оценки; в то же время отношения между матерью и дочерью достаточно близкие. Как и большинство других второстепенных персонажей с развитием сюжета выпадает из повествования. В телесериале образ Икуко сильно отличается от других версий — она открыта (даже сильнее Усаги) и целеустремленна, меняет прическу практически каждый день. Икуко со школы дружит с менеджером Минако. В оригинальной версии её озвучивала Санаэ Такаги, а в телесериале её роль сыграла Каори Моривака.

- Кэндзи Цукино (яп. 月野 謙之 Цукино Кэндзи) — отец Усаги Цукино. Изображается в виде стереотипного японского служащего, работает репортером в журнале[11] и позже главным редактором.[12] В отличие от остальных членов семьи после второй сюжетной арки он больше не появляется в аниме. В телесериале он считается вечно находящимся в командировках, поэтому появляется только в дополнительной серии Special Act в сцене свадьбы Усаги. В аниме его озвучивает Юдзи Мати, а в сериале его роль сыграл режиссёр сериала Рюта Тасаки. Аналогично матери Усаги, назван в честь отца Наоко Такэути.[источник не указан 2405 дней]

- Шинго Цукино (яп. 月野 進悟 Цукино Синго) — надоедливый младший брат Усаги Цукино, что делает её единственным воином, о котором известно, что она не единственный ребёнок в семье. Хотя ему и неизвестна истинная личность сестры, Шинго увлекается такими городскими легендами, как Сейлор Мун и Сейлор Ви. В телесериале Шинго довольно циничный парень в противовес своей шумной семье. Он любит играть в Famicom и в отличие от сестры учится хорошо. Его любимая книга — Shonen J*mp (намек на Weekly Shōnen Jump).[13] В начале серии он учится в пятом классе, что означает, что он на 3-4 года младше Усаги. В аниме его озвучивает Тиёко Кавасима, также озвучивавшая Сейлор Плутон и Харуну Сакураду. В телесериале Pretty Guardian Sailor Moon его роль исполнил Наоки Такэси. Аналогично матери Усаги, назван в честь младшего брата Наоко Такэути.[источник не указан 2405 дней]

### Мидзуно
- Саэко Мидзуно — мать Ами, преуспевающий доктор из Jūban Secondary General Hospital. Во всех версиях серии почти не появляется в сюжете из-за своей работы. Образ матери оказал сильное воздействие на дочь, именно из-за неё Ами мечтает стать врачом, хотя и редко видится с матерью, о чём та искренне сожалеет. Мать и дочь имеют камео в манге Codename: Sailor V.

- Отец Ами — художник, с которым мать Ами развелась за несколько лет до начала истории. Временами посылает картины Ами. Какую-либо роль в сюжете играет только в манге.

### Хино
- Дедушка Рэй (яп. レイのおじいさん Рэй но одзиисан). Его имя никогда не упоминается. В манге почти не появляется, но внешне отличается от своего образа в аниме — моложе, тоньше, обладает пышной шевелюрой и даже носит усы. В аниме играет более заметную роль. В нём он изображен невысоким, обладающим чувством юмора развратным мужчиной, пристающим ко всем вне зависимости от пола.[14] В первом сезоне выясняется, что в его теле хранится одна из семи частей Серебряного кристалла — радужный кристалл.

- Риса Хино — мать Рэй. Умерла, когда Рэй была ещё маленьким ребёнком.

- Такаси Хино — отец Рэй, высокопоставленный политик, принадлежащий к Демократическо-либеральной партии. После кончины его жены вскоре оставил Рэй на воспитание дедушке со стороны матери, что было идеей самой Рэй. Во время болезни жены не навещал её, занятый на работе, за что дочь его сейчас ненавидит. После этого Рэй с предубеждением относится ко всем мужчинам. В телесериале ежемесячно устраивает свидания с дочерью, только чтобы предстать перед избирателями в роли любящего отца. В манге навещает её только на дни рождения, и каждый раз дарит букет касабланских лилий и белое платье, выбираемое его секретарем.

- Фобос (яп. フォボス Фобосу) и Деймос (яп. ディモス Димосу) — ручные вороны Рэй, живущие при храме и носящие имена спутников планеты Марс. Обладают способностью чувствовать зло и иногда атакуют врагов. В манге упоминается, что когда Рэй была маленькой, они «сказали» ей свои имена. Наиболее значимую роль играют в манга-версии, где в 36 акте становится известно, что они хранители силы — небольшие, гуманойдные создания, обязанные защищать Сейлор Марс. Они защищают её от Тигриного глаза и вручают новый сейлор кристалл. Оба ворона прибыли с планеты Коронис и обладают собственными семенами звезд, сравнимыми по силе с семенами воинов. Появляются лишь в одном мюзикле Sailor Moon S — Usagi — Ai no Senshi e no Michi, где изображаются актерами в костюмах животных.

## Адзабу Дзюбан
- Нару Осака (яп. 大阪 なる О:сака Нару) — лучшая подруга и одноклассница Усаги Цукино. Её день рождения приходится на 1 января. Её характер описывается как «самоотверженный» и «сострадательный»[15]. Во всех версиях она и её мать становятся первыми жертвами демонов, и их спасение вынуждает Усаги первый раз перевоплотиться в Сейлор Мун. В начале серии довольно часто становится жертвой атак, что стало шуткой, как между фанатами, так и между персонажами в самом произведении.[16] В аниме есть запоминающаяся второстепенная сюжетная линия,[15] в которой Нару влюбляется в Нефрита, который также вернул её чувства. Его смерть, когда он защищал Нару, привела к долгой депрессии у героини. Котоно Мицуиси заявила, что была чрезвычайно тронута этим сюжетом.[17] С развитием сюжета роль Нару становится меньше, так как она не является воином и у Усаги становится меньше свободного времени на старых друзей. Более важную роль Нару играет в Pretty Guardian Sailor Moon. В этой версии она более открытая и уверенная в себе и даже ссорится с Ами, ревнуя её к Усаги. В аниме в конце она начинает встречаться с Гурио Умино. Согласно официальным опросам популярности персонажей «Сейлор Мун» она была названа 19-й в третьем томе манги[3] и 23-й в седьмом.[4]. В аниме её озвучивала Сино Какинума, чей голос звучал с сильным осакским акцентом. При переводе на английский акцент был заменен на бруклинский.[18] В телесериале её роль сыграла Тиэко Кавабэ, да этого исполнявшая в мюзиклах роль Сейлор Меркурий.

- Гурио Умино (яп. 海野 ぐりお Умино Гурио) — одноклассник Усаги. Деталью, выделяющей его образ, являются огромные очки, на которых изображены спирали, обозначающие их толщину. Он знает все обо всех и информирует Усаги обо всех событиях вокруг: новых учениках, слухах и любой другой информации, которая может её заинтересовать. После завершения первой сюжетной арки его роль резко уменьшается. Усаги считает его надоедливым, но хорошим другом. Он энергичный, искренний и честный, временами вплоть до тупости. В манге выясняется, что без очков Умино невероятно красив. В аниме он сначала влюбляется в Усаги, но потом начинает встречаться с Нару. Кандзи фамилии Умино имеют значение «океаническое поле» или «океана», таким образом, его имя построено как имена внутренних воинов в Усаги. Его имя — Гурио — дано в записи на хирагане, так что не имеет точного перевода. В аниме его озвучивал Кэйити Намба

- Харуна Сакурада (яп. 桜田 春菜 Сакурада Харуна) — учительница Усаги Цукино. Обычно ведет себя довольно по-детски для своего возраста. В аниме и манге у неё длинные коричневые волосы, а когда доходит до опозданий Усаги она может быть довольно строгой, в то же время она легко влюбляется и находится в поисках подходящего мужа, что делает её легкой целью для демонов. В игровом сериале она совсем не строгая, а экстремально эксцентрична и дружелюбна по отношению к ученикам. Кандзи её имени читаются как «вишневый цветок» (сакура), «рисовое поле» (да), «весна» (хару) и «овощи» (на). Часть её имени стала игрой слов в контексте других работ Такэути. В более ранней серии The Cherry Project в одной из историй речь идет о её сестре Фуюне Сакураде. В этой же серии Харуна появляется и сама ненадолго. Ещё два персонажа с похожими именами появляются в Codename: Sailor V — Нацуна — и в PQ Angels — Акина. Японские слова «фую», «нацу» и «аки» означают соответственно «зима», «лето» и «осень». В оригинальном аниме её озвучивала Тиёко Кавасима. В телесериале её роль сыграла Томоко Отакара. Она также появлялась и в мюзиклах, где её играли две актрисы: Касуми Хюга и Кихо Сэйси.

- Юмико (яп. ゆみこ Юмико) и Кури (яп. くり Кури) — подруги и одноклассницы Усаги. Обе появляются и в аниме, и в манге, но преподносятся как окружение Усаги до тех пор, пока не появляются другие воины. Юмико озвучивала Тиэко Намба и Сэто Маюми. а Кури — Масами Камияма и Эцуко Нисимото.

- Рё Урава (яп. 浦和 良 Урава Рё:) — персонаж, появляющийся лишь в двух сериях аниме (27-й и 41-й). Носитель жёлтого радужного кристалла, которому обязан способностью предвидеть будущее. Влюблен в Ами Мидзуно, чтобы привлечь её внимание получил лучшие оценки на экзаменах по школе, обогнав её. Один из немногих персонажей, кто точно знает настоящие имена воинов. В игре Another Story указывается, что Рё и Ами поддерживают отношения на расстоянии после его отъезда из Токио. В аниме его озвучивал Синъитиро Ода.

- Кюсукэ Сарасина (яп. 更科 九助 Сарасина Кю:сукэ) — спортивный, но саркастичный одноклассник Малышки. У него есть старшая сестра Котоно Сарасина, посещающая ту же школу, что и Рэй Хино.

- Момоко Момохара (яп. 桃原 桃子 Момохара Момоко) — одноклассница Малышки. Впервые появляется во втором сезоне как шатенка, но позже в четвёртом сезоне её образ изменился — она стала выглядеть старше, а волосы стали розовыми. Во втором опросе популярности персонажей манги она заняла 25 место из 50 возможных.[4]

- Мика Каяма (яп. 香山 みか Каяма Мика) — одноклассница Шинго Цукино, влюбленная в него. Появляется только в двух сериях первого сезона аниме. Её хобби является создание кукол, за одну из которых она даже получила награду на конкурсе. Её озвучивали Тиэко Намба и Аяко Сираиси.

- Сорано (яп. そらも Сорано) — одноклассник Малышки, Момоко и Кюсукэ. Появляется только в двух главах «Иллюстрированного дневника Малышки». Выглядит и ведёт себя как копия Умино, только младше.

## Прочие люди
- Мотоки Фурухата (яп. 古幡元基 Фурухата Мотоки) — работник игрового центра, который часто посещает Усаги. В аниме Усаги называет его «Мотоки-ониисан» и довольно серьёзно увлечена им в начале серии. Он также дружит с Мамору Джибой, с которым учится в одном колледже, Техническом институте Адзабу. Его девушка Рэйка — талантливый студент, увлекающийся наукой. Также у него есть младшая сестра, Унадзуки, дружащая с Усаги и остальными. В манге Мотоки подрабатывает и в игровом центре «Корона» и в одноименном фруктовом кафе. Он посещается университет KO вместе с Мамору. В первой сюжетной арке манги он узнает, кем именно являются воины, но обещает никому не рассказывать. В Pretty Guardian Sailor Moon центр «Корона» стал караоке-баром, а Мотоки большую часть времени занимается заботой о своей черепашке Камэкити, также выясняется, что он страдает клаустрофобией. В ходе Special Act на свадьбе Усаги Мотоки ловит букет невесты и тут же делает предложение Макото, которое она принимает. В аниме Мотоки озвучивает Хироюки Сато, а в телесериале его роль сыграл Масая Кикавада. Интересно, что этот персонаж появляется в аниме не реже, чем Нару, но на него ни разу не нападают враги или их демоны.

- Унадзуки Фурухата (яп. 古幡 宇奈月 Фурухата Унадзуки)- младшая сестра Мотоки. Впервые появляется в 69 серии аниме. Она работает официанткой во фруктовом кафе «Корона», где в поздних частях серии любят проводить своё время воительницы. В ходе четвёртого сезона аниме оно заменяет игровой центр и храм Хикава в качестве места обычных встреч главных героев. Унадзуки ходит в ту же школу, что и Рэй — T*A Private Girls School. В аниме её озвучивала Мияко Эндо, но во время её появления в Sailor Moon S — Эрико Хара. Во втором опросе популярности персонажей «Сейлор Мун» она заняла 29 позицию из 50.[4]

- Рэйка Нисимура (яп. 西村 レイカ Нисимура Рэйка) — девушка Мотоки. Она лишь трижды появляется в аниме и является реинкарнацией одного из великих демонов, хранящих радужные кристаллы. В аниме она дважды покидает Японию, чтобы учиться за рубежом. Второй раз она уезжает на 10 лет, но Мотоки обещает дождаться её. В манге Рэйка просто учится в том же университете, что и Мотоки. Там она встречает Сэцуну Мэйо и они становятся друзьями. В аниме её озвучивала Рика Фуками, являвшаяся также сэйю Сейлор Венеры.

- Юитиро Кумада (яп. 熊田 雄一郎 Кумада Ю:итиро:) — молодой человек, помогающий в храме Хикава. Появляется только в аниме. Он происходит из очень богатой семьи и владеет домиком в горах. С первого взгляда влюбился в Рэй, поэтому остается в храме Хикава, чтобы быть рядом с ней. В аниме его озвучивал Бин Симада.

- Итто Асанума (яп. 浅沼 一等 Асанума Итто:) и Котоно Сарасина (яп. 更科 ことの Сарасина Котоно)

- Наруру Осака (яп. 大阪 なるる Осака Наруру) и Руруна Кобэ (яп. 神戸 るるな Кобэ Руруна) — одноклассницы Малышки, помешанные на моде. Появляются только в манге. История в «Иллюстрированном дневнике Малышки» в 17 томе вертится вокруг них. Наруру — младшая сестра Нару.

- Макото Хаммацуура (яп. 凡松浦 マコト Хаммацуура Макото) — персонаж, появляющийся только в 17 томе манги в «Иллюстрированном дневнике Малышки». Прототипом для него стал вполне реальный человек, выигравший лот на благотворительном аукционе в связи с землетрясением в Кобе на появление в манге «Сейлор Мун». Согласно артбуку Volume Infinity его ставка составила два миллиона йен.

## Прочие персонажи

### Чиби-Чиби
Чиби-чиби (яп. ちびちび Тиби Тиби) впервые появляется в 44 акте манги и 182 серии аниме. Она выглядит на два года и ещё не умеет говорить: только повторяет окончания предложений, произносимых другими, и часто произносит слово «чиби». Её вишнёвые волосы всегда уложены в два оданго в форме сердец, несколько небольших локонов выбиваются по бокам. Имя Чиби-чиби это повторение японского слова, обозначающего «миниатюрный», «карликовый» или «маленький». Также оно схоже с оригинальным именем Малышки — «Тибиуса» (яп. ちびうさ Тибиуса).
Первое появление Чиби-чиби очень похоже на Малышкино. В манге она планирует на зонтике на землю, а затем просто оказывается на пороге дома семьи Цукино. В аниме она встречает Усаги в парке и начинает везде ходить за ней. В обоих случаях воспоминания семьи Цукино моментально изменяются, так что они принимают Чиби-чиби за свою младшую дочь. Воины предполагают, что она может быть действительно сестрой Усаги или её второй дочерью, или ребёнком Малышки. Но потом в аниме Сэцуна сообщает, что у Усаги есть лишь один ребёнок, а в манге она говорит, что любая королева Серебряного Тысячелетия будет иметь лишь одну дочь. Когда Малышка встречает Чиби-чиби, у неё возникает ощущение, что это не её ребёнок.
В обеих версиях Чиби-чиби следит за маленькой красивой курильницей, источающей сильный аромат османтуса. В этой курильнице пряталась принцесса Старлайтов.
Чиби-чиби может превращаться в одного из воинов в матросках. В манге в этой форме она получает имя «Сейлор Чиби-чиби», но в аниме становится «Сейлор Чиби-чиби Мун». В то же время в переиздании манги использовалась версия из аниме. Свои силы она использует для защиты себя и Сейлор Мун. Никаких атакующих способностей у неё не показано.
Правда об истинной сущности Чиби-чиби сильно различается в аниме и манге. В манге детская внешность Чиби-чиби — маскарад для Сейлор Космос, могущественного воина из будущего. В аниме Чиби-чиби — звёздное семя Сейлор Галаксии, бывшей когда-то сильной доброй силой. Когда Галаксия сражалась с Хаосом, она не видела другого пути, как заточить врага в своем теле. Чтобы защитить своё звёздное семя от соблазна, она послала его на Землю, где оно, в конце концов, стало Чиби-чиби. Также Чиби-чиби называется «светом надежды» (кибо но хикари) Старлайтами — их единственным шансом победить Галаксию. Она может спокойно телепортировать воинов куда угодно внутри владений Галаксии, а в конце превращается в Sword of Sealing (фууин но кэн). Это оружие, которое Галаксия использовала, чтобы запечатать Хаос и Чиби-чиби просит Сейлор Мун использовать его, чтобы победить.
В аниме Чиби-чиби озвучивала Котоно Мицуиси, сэйю Усаги. В мюзиклах роль Чиби-чиби сыграло четыре актрисы: Мао Кавасаки, Микико Асукэ, Юка Готё и Мина Хорита. Наоко Такэути выразила восхищение насколько милой Чиби-чиби была Кавасаки. Сюжет событий, связанных с ней, в мюзиклах следует версии аниме. У неё есть собственная песня «Mou ii no» (Всё хорошо).

#### Сейлор Космос
Сейлор Космос (яп. セーラー・コスモス Сэ:ра: Косумосу) — персонаж, появляющийся только в последнем акте манги. Она прибыла из будущего, где вела войну с Сейлор Хаосом. После многих лет сражений Космос потеряла надежду и отправилась в прошлое как Чиби-чиби, чтобы вдохновить Вечную Сейлор Мун на победу над Хаосом в финальной битве произведения. Изначально она планировала предложить Сейлор Мун полностью уничтожить Галактический Котёл, но та не согласилась, потому что уничтожение Котла лишало галактику будущего. Сейлор Мун предпочла принести себя в жертву Котлу и запечатать Хаос, что в итоге Космос признала правильным решением. Вдохновленная, она вернулась в будущее с новой надеждой.
В манге намекается, что Сейлор Космос — предельная форма Сейлор Мун; этот факт автор подтвердила в своём интервью. Наоко Такэути хотела, чтобы Сейлор Космос также появилась и в аниме, но этого не произошло, хотя силуэт взрослой формы Чиби-чиби — «Света надежды» — сильно похож на неё.

### Гелиос/Пегас
Пегас (яп. 一角天馬 Пэгасасу) — пегарог (пегас+единорог). Его имя при записи кандзи сочетает слова для «единорог» (иккакудзю) и «пегас» (тэмба), но фуриганой дано произношение как «Пегас». В образе человека он Гелиос (яп. エリオス Эриосу), жрец Элизиона. Его имя происходит от греческой персонификации солнца — Гелиоса.
В манге Гелиос — хранитель Элизиона, священного места, защищающего Землю, на котором находилось Золотое королевство во времена Серебряного Тысячелетия. Когда Элизион был захвачен цирком Мертвой Луны, Гелиос оказался запечатан в теле лошади, Пегаса, и помещён в клетку. Он отсылает свой дух в виде Пегаса и просит о помощи Сейлор Мун и Сейлор Чиби Мун, делясь с ними информацией и новым оружием. Более всего сдруживается с Малышкой. В конце когда враг оказывается побежден и Гелиос отбывает на спине «настоящего» пегаса, Малышка думает, что когда она вырастет, он станет её «принцем».
В аниме же Гелиос защищает Золотой кристалл, который охраняет мечты всех людей на земле. Из-за этого на него нападает цирк Мертвой Луны, так что ему приходится оставить своё тело, чтобы ускользнуть вместе с кристаллом. Приняв форму Пегаса, он поместил кристалл на лоб в виде рога и спрятался в мечтах Малышки. Поначалу он не верит Малышке, но потом они находят общий язык и в конце он рассказывает ей все свои секреты.
Наоко Такэути позже призналась, что она совсем не довольна дизайном одежды Гелиоса: наряд создавался второпях и его было просто рисовать, ведь поджимало время. Она описывает результат как «чудовищный» и «катастрофу», отмечая, что персонаж унаследовал подобную «безответственность» от неё.
В аниме Гелиоса озвучивал Таики Мацуно. В мюзиклах Пегас демонстрировался с помощью специальных световых эффектов, а озвучивался Ютой Эномото, который также исполнял роль Такседо Маска в мюзикле Shin Densetsu Kourin.

### Принцесса Какю
Принцесса Какю (яп. 火球皇女 Какю: Пуринсэсу)
Появляется в 193 серии, и вернула Усаги звёздное семя. В 194 серии она рассказывает Сейлор Метеорам историю Хаоса Галактики, их целью стала Галаксия. Решила всем воинам найти звёздное семя. В 195 серии, как только Галаксия убила Сейлор Мяу, отняла звёздное семя у жертвы — Принцессы Какю, она исчезла, и в последней 200 серии она появилась после победы Сейлор Мун.

### Погибшие воины
Сейлор Коронис — воин планеты Коронис, планеты-родины Фобоса, Деймоса и Свинцовой Вороны (Которая впоследстивии присоединилась к Галаксии и стала Сейлор Свинцовой Вороной). Название произошло от латинского слова ;cornix — ворона или ;сorvus — ворон.
Сейлор Мяу (Сейлор Мау) — сейлор воин планеты Мяу (Мау) на которой родились Луна, Артемис и Оловянная Кошка (Сейлор Оловянная Кошка). Понятно, откуда произошло название планеты.
Сейлор Тю (Сейлор Чуу) — сейлор воин планеты Тю (Чуу) — планеты мышей. Никто из ранее появившихся животных тут не родился, только Железная Мышь (Сейлор Железная Мышь). Название планеты означает звукоподражание мышиному писку на японском языке.
Сейлор Мермаид — воин планеты Мермаид, родины Сейлор Алюминиевой Сирены. ;Mermaid с английского переводится как русалка, сирена, наяда.

### Хранительница космоса
Хранительница космоса (яп. ガーディアン・コスモス Гаадиан Косумосу)